# 有线上网
在电信领域，有线上网（英語：Cable Internet access）是一种宽带网络访问形式，该服务使用的基础设施与有线电视相同。与数字用户线路和光纤入户（FTTx）一样，有线互联网接入提供从互联网服务提供商到终端用户的网络连接（最后一公里接入）。系统集成到有线电视基础设施中（类似于使用现有电话网络的数字用户线路）。有线上网和电信网络是住宅互联网接入的两种主要形式。两者在近期受到来自光纤通信、无线宽带和移动宽带三者的激烈竞争。

## 硬件和比特率
宽带有线上网需要在用户端部署有线调制解调器，在有线运营商设施（通常是有线电视前端）中部署有线调制解调器终端系统（两者通过同轴电缆或混合光纤同轴设备连接）。虽然入网有时被称为“最后一公里”，但有线网络系统在调制解调器和终端系统之间的距离最高可达160（99英里） 。如果HFC网络规模巨大，则可将电缆调制解调器终端系统分组到集线器中进行有效管理。
到用户端的下行流量比特率最高可达1Gbit/s 。由用户端发出的上行流量范围从384kbit/s到50 Mbit/s以上（惟尚无明确的上限）。一个下行通道可以处理数百个有线调制解调器。随着系统的发展，有线调制解调器终端系统可以增加更多下行和上行端口并分组到CMTS中心以进行有效管理。
多数有线电缆数据服务接口规范对有线调制解调器上传和下载速率限制进行规范，这些条件亦可自定。这些限制在配置文件中设置，当调制解调器首次连接运营商的设备时，配置文件以简单文件传输协议下载到调制解调器。部分用户曾尝试通过将自己的配置文件上传到有线调制解调器来修改带宽上限并获得对系统完整带宽的访问权限——此手段被称为绕过上限。

## 带宽共享
在大多数住宅宽带技术中（例如有线互联网、 数字用户线路 、卫星上网或无线宽带），用户群共享可用带宽。一些技术只共享核心网络，而部分技术（含有线互联网与无源光网络）也共享接入网络。这种安排允许网络运营商利用统计复用——这是一种带宽共享技术，用于公平分配带宽以便于使用户的使用体验与其支出对等。但运营商必须监控使用模式并适当扩展网络，以确保客户可以在高峰期完整使用网络服务。如果网络运营商没有为特定社区提供足够的带宽，则当大量用户同时使用此服务时，连接高度饱和，最终影响用户网速甚至掉线。众所周知，运营商会利用带宽上限或其他带宽限制技术；如果用户当天下载大量数据，届时他的高峰时段下载速度将受限。